# روشن، خاموش، روشن
روشن، خاموش، روشن فیلمی به کارگردانی و نویسندگی حمیدرضا چارکچیان ساختهٔ سال ۱۳۸۹ است.

## بازیگران
- فروغ قجابگلی
- رضا نوری
- رامین مشارع
- مقداد اسلامی
- صبا صمیمی
- النا اسبقی
- ایوب شجاعی